# Comitato Olimpico Nazionale di Timor Est
Il Comitato Olimpico Nazionale di Timor Est (noto anche come Comitê Olímpico Nacional de Timor-Leste in portoghese) è un'organizzazione sportiva est-timorese, nata nel 2003 a Dili, Timor Est.
Rappresenta questa nazione presso il Comitato Olimpico Internazionale (CIO) dal 2003 ed ha lo scopo di curare l'organizzazione ed il potenziamento dello sport in Timor Est e, in particolare, la preparazione degli atleti est-timoresi, per consentire loro la partecipazione ai Giochi olimpici. L'associazione è, inoltre, membro del Consiglio Olimpico d'Asia.
L'attuale presidente del comitato è João Viegas Carrascalão, mentre la carica di segretario generale è occupata da Joanico Goncalves.